# 1279
- Wikisource

| Calendário gregoriano                                                        | 1279 MCCLXXIX                                        |
| Ab urbe condita                                                              | 2032                                                 |
| Calendário arménio                                                           | 728 – 729                                            |
| Calendário bahá'í                                                            | -565 – -564                                          |
| Calendário budista                                                           | 1823                                                 |
| Calendário chinês                                                            | 3975 – 3976 Início a 14 de janeiro (aproximadamente) |
| Calendário copta                                                             | 995 – 996                                            |
| Calendário etíope                                                            | 1271 – 1272                                          |
| Calendários hindus - Vikram Samvat - Calendário nacional indiano - Cáli Iuga | 1334 – 1335 1200 – 1201 4379 – 4380                  |
| Calendário Holoceno                                                          | 11279                                                |
| Calendário islâmico                                                          | 678 – 679                                            |
| Calendário judaico                                                           | 5039 – 5040                                          |
| Calendário persa                                                             | 657 – 658                                            |
| Calendário rúnico                                                            | 1529                                                 |
| Calendário solar tailandês                                                   | 1822                                                 |

1279 (MCCLXXIX na numeração romana) foi um ano comum do século XIII do Calendário Juliano, da Era de Cristo, a sua letra dominical foi A (52 semanas), teve início a um domingo e terminou também a um domingo.
| Ano completo                    |
| ------------------------------- |
| Ano comum com início ao domingo |

## Eventos
- Batalha de Yamen — A dinastia mongol Yuan aniquila a última frota da Dinastia Song chinesa.
- D. Dinis torna-se rei de Portugal.
- Surgem as primeiras referências relativas ao arquipélago dos Açores com origem nas viagens marítimas feitas pelos Europeus no século XIV, nomeadamente a partir de Portugal durante os reinados de D. Dinis (1279-1325) e do seu sucessor, Afonso IV (r. 1325–1357).
- Em Portugal, o rei D. Dinis inicia o processo de requalificação das muralhas de Braga. As obras irão estender-se até cerca de 1325.
- O rei Eduardo I de Inglaterra coloca um fim à doação de terras à Igreja, depois de uma disputa com o Arcebispo de Cantuária John Peckham.

## Nascimentos
- Ismail I ibne Faraje — quinto sultão do Reino Nacérida de Granada entre 1314 e 1325  (m. 1325).

## Mortes
- 16 de fevereiro — Afonso III, Rei de Portugal (n. 1210).
- 8 de março — Adelaide da Merânia, Condessa suo jure de Borgonha (n. 1224).
- 16 de março — Joana de Dammartin, Rainha consorte de Leão e Castela (n. 1220).
- 14 de abril — Boleslau, Duque da Grã-Polónia (n. 1224).
- 7 de dezembro — Boleslau V, Grão-Duque da Polónia (n.1226).